# 鹿山誉

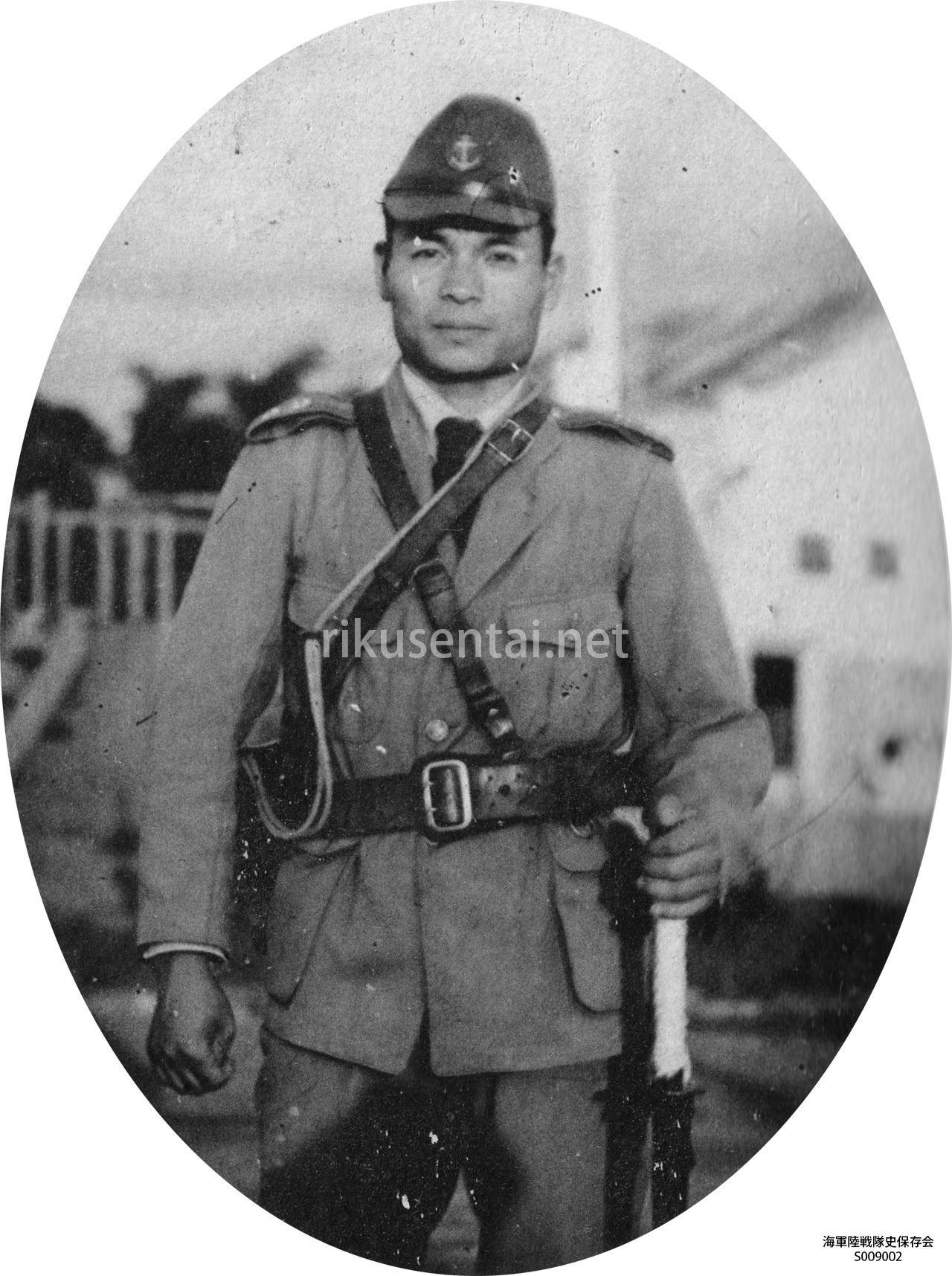
舞鶴鎮守府第1特別陸戦隊副官時代鹿山誉中尉、昭和16年頃撮影

鹿山 誉（かやま ほまれ、1915年〈大正4年〉2月26日 - 没年不明）は、日本の海軍軍人、実業家、作家。最終階級は海軍少佐。『海軍第十六防空隊』など多数の日本軍関係本の著者。

## 来歴
徳島県生。旧制徳島県立徳島中学校（現・徳島県立城南高等学校）卒業後、1934年（昭和9年）に海軍兵学校に入学した。
海兵65期として1938年（昭和13年）に卒業する。八雲・陸奥・剣埼・夕立・村雨・五月雨などの海軍軍艦および艦艇に乗船した。
1940年（昭和15年）に舞鶴鎮守府第一特別陸戦隊副官になる。1941年（昭和16年）に夕立と村雨の砲術長兼分隊長、1943年（昭和18年）に海軍第16防空隊長になる。1944年（昭和19年）海軍少佐に昇進し、1945年（昭和20年）に海軍兵学校教官兼海軍兵学校監事となる。戦後は横浜鎮守府で第二復員省復員官を務めた。
戦後は横浜工事株式会社の代表取締役を務めた。また1985年（昭和60年）に海軍第16防空隊回顧録の本を出版した。

## 海軍第16防空隊
海軍第16防空隊は1942年（昭和17年）12月から1944年（昭和19年）夏まで161箇隊編成された特設防空隊の1つ。1943年（昭和18年）4月に横須賀軍港で新編された後、1944年5月に出陣してラバウルで対空戦闘に従事した新鋭の高射部隊であった。主力は中部ソロモン最前線の増援に加わり、連合軍の攻勢からの撤退作戦に参加してブーゲンビル島に転進した。補給不足や猛暑気候で病気や餓死者が急増したが、豪雨で連合軍がミオ川を渡ることができず、全滅を免れた。